# Via Maris

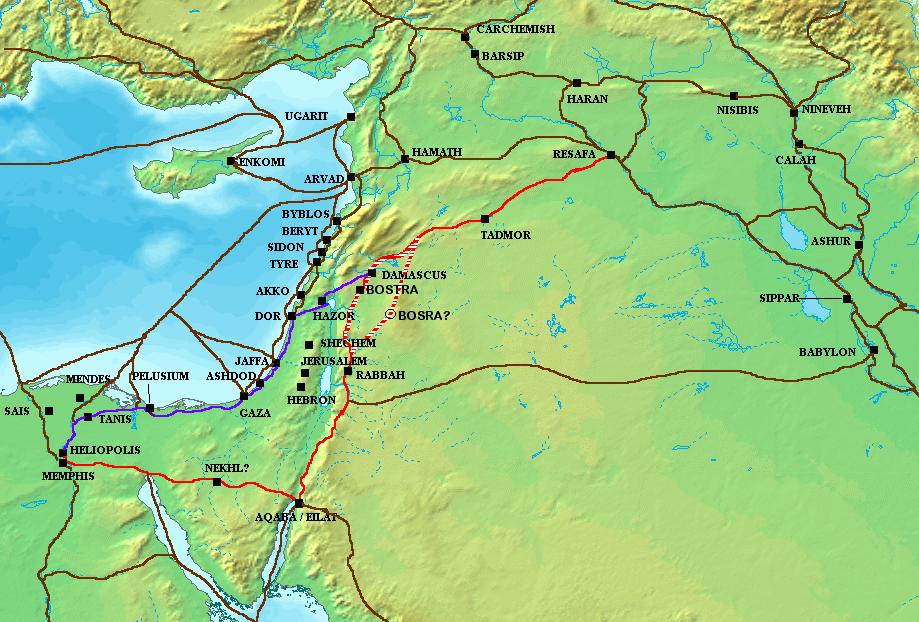
Handelsrouten an der Levante in der Römerzeit. Lila: Via Maris, Rot: Königsstraße (Jordanien) sowie andere levantinische Handelswege.

Die Via Maris (lateinisch für „Meeresweg“, „Meeresstraße“) ist die bedeutendste Verkehrsader der Antike, die die antiken Großmächte miteinander verband; anfangs Ägypten mit Mesopotamien, später auch mit Griechenland und Rom.
Vom Nildelta her führte die Route über die israelische Küstenebene, durchquerte das südliche Karmelgebirge durch den Pass des Iron-Tals, führte dann durch die Jesreelebene und über die Golanhöhen nach Damaskus. Wichtige Stationen entlang der Straße waren u. a. Gaza, Aschkelon, Aschdod, die Antipatrisfestung an den Quellen des Jarkons, Megiddo und Hazor. 
Den Namen „Via Maris“ erhielt die Straße unter römischer Herrschaft. Wie alle Wege der Antike wurde auch die Via Maris nach ihrem Ziel (und nicht nach dem Verlauf) benannt. Für die Römer war sie die Straße, die von der wichtigen Routenkreuzung in Damaskus an das Mittelmeer führte. Möglicherweise handelt es sich bei der in der Bibel erwähnten Straße von Ägypten bzw. Philisterstraße ebenfalls um die Via Maris. Während der Kreuzzüge galt die Straße als strategischer Kreuzweg.